# 迈克尔·阿尔普顿
米高·安東尼·艾普頓（英語：Michael Antony Appleton，1975年12月4日—）出生於英格蘭大曼徹斯特索尔福德（Salford），是一名前足球運動員，出身曼聯青訓系統，司職中場，未有為母會一隊在聯賽上陣，曾以借用身份短暫效力林肯城和甘士比，其後轉投普雷斯頓，2003年在西布朗因嚴重膝傷提早退役後，留隊擔任教练職務，於2011年11月獲聘任教英冠球會樸茨茅夫，是他首份全職領隊工作。其後曾先後短暫執教英冠球會黑池（現已在英甲角逐）和布莱克本流浪者。
2014年夏季獲聘任教英乙球會牛津聯（現已升上英冠）。2015/16球季，帶領牛津聯升上英甲。2017年6月，改任萊斯特城助教。10月，萊斯特城解僱莎士比亞，由艾普頓暫代領隊。

## 生平

### 教練及領隊
西布朗
艾普頓以27歲之齡因右膝嚴重傷患而提前退役後，留在西布朗加入教練團隊，先後擔任足球學院發展教練、U18青年隊教練、預備隊教練。和一隊教練。2011年2月6日他於領隊迪馬堤奧留薪停職期間暫代處理一隊職務。
樸茨茅夫
2011年11月10日英冠球會樸茨茅夫宣佈聘任艾普頓為新領隊，雙方簽署三年半合約。
黑池
2012年11月7日，英冠球會黑池宣佈艾普頓為新領隊，合約為期一年。
布莱克本流浪者
2013年1月11日，英冠球會布莱克本流浪者宣佈艾普頓為新領隊，合約為期二年半。成為布莱克本流浪者於賽季內第三位領隊。
2013年3月19日，上任僅67日執教15場的他，因成績未如理想而被撤職。

## 榮譽

### 球員
普雷斯頓
- 英格蘭乙組聯賽（III）冠軍：1999/2000年；

西布朗
- 英格蘭甲組聯賽（II）亞軍：2001/2002年；

## 外部連結
- 足球数据库：米高·艾普頓的球员统计数据
- BBC Sport profile Archive.today的存檔，存档日期2013-04-19
- Lincoln City F.C. Official Archive Profile
- Who is Portsmouth's new manager Michael Appleton? （页面存档备份，存于）